# 政治委員
政治委員，簡稱政委，在部分國家，尤其是社會主義国家，由於以「黨指揮槍」為治軍綱領，通常在營、團、旅、師、獨立支隊及相當機關設立政治委員，政治委員主要負責處理執政黨（通常是共產黨）的主要工作及思想政治工作的特殊職位，目的是確保軍隊接受執政黨的領導。除了军队，警察、检察院、法院、监狱当中也可能设置政治委员。
政治委員與同級的司令員或指揮員同為同級首長，實行的是雙首長制（如同中國一級行政區的首長與黨委書記）。所以，政治委員與军事指揮員或司令員擁有相同的權力，政治委員與指揮員等互相制衡。政治委員是執政黨在軍隊的代表。
歷史上，政委（Commissaire Politique）首先出現在法國大革命，以幫助它對抗反革命思想和行為，確保共和黨（Republicans）對抗保皇黨的勝利。

## 苏联
除了起源於法國大革命的政委，政委常常與蘇聯軍隊相聯繫，當時俄國臨時政府（1917年）在軍隊中引進政委制度以確保政府對其的政治控制。在十月革命後，政委在蘇聯紅軍中一直保留到1942年。
在蘇聯武裝部隊中，政委僅在以下時期存在：1918－1924年、1937－1940年、以及1941－1942年。政委與所在部隊的軍事主官擁有同樣的職務等級，共同指揮部隊，對部隊負全責，軍事指揮命令必須有政委的附簽。但是，政委往往是從地方黨政部門調入部隊應急配齊領導班子，且由於俄國軍隊長期傳統，政委的軍銜一般低於該職務等級的基礎軍銜。例如，苏德战争初期，集團軍司令員的軍銜是上將、中將、少將，而集團軍政委的軍銜往往是“師級政委”、“旅級政委”、“團級政委”（1943年之前蘇聯軍隊的軍、政軍銜體系的名稱不同）。另外，在危急情況下，政委也可以命令並指揮所在軍隊。在蘇聯軍隊不設政委的其它時段，蘇聯軍隊實行一長制，各級部隊設立政治工作副職。

## 中华人民共和国

### 武装部队
中國人民解放軍現行的政治委員制度，是沿袭國民革命軍北伐时期的党代表制在中国工农红军连级以上部队设立党代表。1928年6月中共六大通过的《军事问题决议案》“采用苏联红军的组织经验，实行政治委员与政治部的制度”。但1929年9月初陈毅在上海给中央写的报告指出红四军仍实行党代表制。1929年中央给红四军的《九月来信》“党代表名称应立即废除，改为政治委员，其职务为监督军队行政事务，巩固军队政治领导，副署命令等”。1929年12月红四军党的九大决议在各级实行政治委员制。
1930年10月，中共中央首次颁发了《中国工农红军政治工作暂行条例（草案）》，进一步规范了红军的政治工作。其中《中国工农红军政治委员工作暂行条例（草案）》明确规定：政治委员在与同级军事指挥员有争持时，政治委员有停止军事指挥员命令之权，但必须立刻将争持的详细情形报告上级机关：在未得上级指示以前，须依照政治委员的意见执行，同时军事指挥员有向上级申诉之权。
1931年11月中央苏区第一次党代表大会指责古田会议决议确立的党对军队的绝对领导是“党包办一切”：“党包办一切的结果，把红军中军事、政治机关，失去其独立系统的工作，变成了不健全的残废机关。这种由党来包办一切的根源，仍然是国民党以党治国的余毒。”决定“红军中包办一切军队行政的各级党的委员会应即取消”。此后，中共领导的军队不再实行“党委制”，代以“政治委员全权代表制”。1934年起，中共中央、中革军委先后在某些特殊情况下实行“军政委员会制”，如：
- 1934年7月23日中央临时书记处、中革军委在《给六军团及湘赣军区的训令》：“弼时同志及部分的党政干部应准备随军行动。弼时即为中央代表，并与萧克、王震三人组织六军团的军政委员会，弼时为主席。”这是已知最早的设立军政委员会的历史文献记载。此前红军中党的领导机关一般叫前委、特委。
- 1934年12月，为统一领导红十军团与创立浙皖赣边苏区行动，中共中央决定以方志敏、刘畴西、乐少华、聂洪钧和刘英五人组成十军团军政委员会，以方志敏为主席。
- 1936年11月10日，为西征部队的党政军的统一组织领导，中央及军委决定成立西路军军政委员会，由陈昌浩、徐向前、曾传六、李卓然、李特（以上五人为常委）、熊国炳、杨克明、王树声、李先念、孙海松、郑义斋等11人组成，陈昌浩任军政委员会主席，徐向前任副主席。

1937年5月党的苏区代表大会决定红军改编为国民革命军，实行单一领导制，取消政治委员制。1937年7月颁布的《中共中央关于红军中党及政治机关在新阶段的组织的决定》，提出“为适应新的条件的变更，确定红军中实行单一首长制，以政治部主任为其政治的助手。同时为健全党的组织，以集体的领导方式来代替政治委员制度，故在师以上及独立行动之部队则组织军政委员会。”1937年8月1日《中央组织部关于改编后党及政治机关的组织的决定》进一步明确军政委员会的性质及职能，规定“师以上及独立行动部队，组织军政委员会”“军政委员会是党的秘密组织，它指导全部的军事和政治及党的工作，并向上级军政委员会或中央负责，由该部之首长及其副者和政治部主任等五人组织之（其余二人由上级指定）。其名单和书记均由上级军政委员会或中央指定与批准。”八路军一一五师军政委员会包括林彪、聂荣臻、罗荣桓、周昆、萧华，林彪为书记；一二〇师军政委员包括贺龙、关向应、萧克、甘泗淇、王震，贺龙为书记；一二九师军政委员会包括刘伯承、张浩、徐向前、陈赓、王宏坤，刘伯承为书记。
1937年8月29日颁布了《中央关于前方设军委分会及军政委员会的决定》，在八路军前总设党的军委分会。1937年9月19日八路军前总向党中央负责同志做了报告，提出恢复政委制的建议。9月22日，中央负责同志迅速批复了这一报告并指出：关于恢复政委及政治机构原有制度，我们完全同意，请速令执行。
1938年12月，党中央批准，八路军总部颁布了《国民革命军第十八集团军政治工作暂行条例》（草案）规定：“军事行政和作战指挥上军事指挥员负更重大的责任，但在军事指挥员有违反了党的路线或不执行上级命令情况时政治委员有停止军事指挥员命令之权……，在未得到上级机关指示以前，军事指挥员必须依照政治委员的意见执行。”
1941年2月7日，汲取皖南事变个人专断之弊，中央军委颁布《军政委员会条例》指出“（一）游击战争的环境与部队的分散行动，要求一定限度的集体领导与一定限度的集中指挥”“为此目的……成立军政委员会……作为每级的集体领导机关”，规定在军、师、旅、团及纵队、支队、军区、分区等级成立军政委员会，作为各级的集体领导机关，取代了政委制。军政委员会由司令员、政委、政治部主任、参谋长等组成，主席一般由政委担任。军政委员会为执行上级指示，决定该部大政方针，布置工作及检讨工作的领导机构。举凡关系本部的军、政、党、后勤等一切工作，均可讨论决定，并拥有批准干部升迁与调动之权，其决定交由各部门执行。军政委员会实际上起着党委集体领导的作用。并规定“以前军队与地方党政合组的军政委员会，一律改名为军政党委员会，以资区别”（以后又改称党政军委员会）。1941年2月25日，中央军委颁发《关于各级军政委员会人员之批准权限的规定》。1941年4月经中央军委批准，新四军各师也成立了军政委员会，隶属于新四军军分会。
1942年9月1日，中共中央发布《关于统一抗日根据地党的领导及调整各组织间关系的决定》（“九一决定”），强调“党是无产阶级的先锋队和无产阶级组织的最高形式，它应该领导一切其他组织，如军队、政府与民众团体”“每个根据地有一个统一的领导一切的党的委员会（中央局、分局、区党委、地委）”“取消过去各地党政军委员会”。同日中央军委作出决定：改变部队中政委最后决定权的规定，部队中团级及其以上，在战争中的军事行动期间，统一由部队军事首长最后决定。
1945年4月至6月间，中共七大提议在全军团以上部队重新建立党的委员会。1945年11月起，晋冀鲁豫军区首先在所属部队中逐步恢复了党的各级委员会。1947年2月27日，中共中央发出《关于恢复军队中各级党委会组织的指示》，肯定和推广了晋冀鲁豫军区的经验，要求全军团以上部队恢复、建立、健全各级党的委员会，军政委员会随之被撤销。1947年7月，中国人民解放军总政治部颁布《中国人民解放军党委员会条例草案(初稿)》，对党委员会的性质、地位、组织机构和职权等作了规定，强调党的各级委员会是各部队领导和团结的核心。人民军队恢复了曾在红军部队中实行的党委制。
建国后，中国人民解放军与中国人民武装警察部队的政治工作内容由《中国人民解放军政治工作条例（2010年版）》规定。其中第五十五条中写道：“政治委员与同级军事主官同为所在部队的首长，在同级党的委员会领导下，对所属部队的各项工作共同负责。政治委员是党的委员会日常工作的主持者。”

### 人民警察
1949年中华人民共和国成立后，在公安机关、人民检察院、人民法院、国家安全机关、司法行政机关内部，从事执法勤务工作的副处级及以上级别的警察队伍设立政治委员，协助行政主官领导管理本单位干部职工的思想政治工作与队伍建设。均属于人民警察范畴。
省级、地级、县级的公安机关、国家安全机关设置政治委员职务，与该机关的行政级别相匹配。公安机关的部分内设机构、公安分局、派出所、看守所、事业单位以及海关缉私、铁路公安、森林公安、民航系统公安等行业性公安部门也设有政治委员或政治教导员或政治指导员职务。
人民法院、人民检察院司法警察队伍设置政治委员或政治教导员或政治指导员职务。
省级、地级、县级司法行政机关及其直属的强制隔离戒毒所等机构设置政治委员或政治教导员或政治指导员职务。有省级司法行政部门管理的各省、自治区、直辖市监狱管理局设立政治委员职务，省级监狱管理局各直属监狱设立政治委员职务。

### 交通运输系统
国有企业所属的远洋轮船、近海大中型船舶及轮渡船、长江航运大中型船舶（正处级）均设有政委，负责协助船长做好本船船员的思想政治工作、生产安全工作及船上的后勤工作，是把党支部建在船上的体现，是船舶工作的服务者与协调者。1990年1月20日，交通部党组发出《关于完善船舶领导体制的通知》，决定：航运企业和拥有船舶的单位，其船舶继续实行船长负责制，为更好发挥船舶党支部的政治核心作用和加强船舶的思想政治工作，船舶专职政工干部的职务名称，由副船长改为政委。
民航系统各民航公司的飞行总队、飞行大队亦设有政治委员职务。

### 地方政府
地方人民政府所属的城市管理综合行政执法、自然资源监管、生态环境监管、规划监督执法、水政监察支队、安全生产监督执法队伍也设有政治委员或政治教导员或政治指导员职务。

## 中华民国
1924年中國國民黨創建黃埔軍校之後，首傚蘇聯制度，由黨控制軍隊，仿自蘇聯紅軍之政工制度，按照中国国民党“以党治军”理念，首先在黄埔军校实施党代表制度，国民党中央任命蒋介石为校长，廖仲恺为驻校党代表，校长及党代表对国民党总理孙中山负责，“以示本校是党的学校，学校官生都是党的领袖的信徒”；下设政治、教练、教授、管理、军医、军需等部，均设有党代表；黄埔军校教导团采取党代表制，各级党代表由廖仲恺“遴选教官、学生中之富于政治学识者，呈请中央任命之，除实施政治训练外，凡军队一举一动、一兴一废，均受其节制，以示党化”。教导一、二团党代表分别为王登云（后为缪斌）、张静愚，另有营党代表章琰、茅延桢、蔡光举、胡公冕、季方、郑洞国、唐震等7人。“党代表按部组织各级分部，以为将来各军之模范”，以胡汉民、汪精卫、戴季陶、邵元冲等兼为政治讲师，“在政治上由政治部规划，灌输本党之主义，涵养其革命精神，并使其明了世界之大势及本国社会之现状，以应环境而奋斗，此种训练实为斯校之特点”。在黄埔军校中实行的党代表制，采用党代表垂直隶属体系，即连—营—团间直属的上下级关系，其职能为“立于监督指导之地位，必要时得直接指挥军队，其效力不特便利于党务指导及政治训练，即于军权军令之统一，亦甚有关系”，具体包括：
1. 党代表随时监察部队的行政事务；
2. 为工作便利，党代表可以组织举行特种委员会的权力；
3. 党代表有加入所属党部执委会的权利；
4. 在不妨碍军务的情况下，党代表可以单独发表有关党务及政治工作的命令，但应及时通告部队主官；
5. 在认为同级部队主官所发命令存在“明显之罪过”或“巨大之错误”时，党代表有拒绝签字的权利，并应及时向上级机关反映；对于部队主官“危害国民革命之进行”的命令，党代表有权设法阻止其下达，并可单独下达不允许部队执行的命令；
6. 在部队主官有反叛、谋反及掠夺及其他不法行为时，党代表有“在最短期间弹压之或将罪犯逮捕送法庭之权”；
7. 在战争时部队主官“失去战斗力或阵亡而新任之官长又未到场之际”，党代表有权指挥部队作战或指定他人指挥作战之权。

中国国民党一届三次全会决议：“一、在军校及军队中，所有一切命令均由党代表副署，由校长或由该长官执行；军中党的决议，其执行亦须遵照此程序。二、所有一切军校及军队中之法令规则，经党代表副署者完全有效”。中国国民党二大通过的《关于军事决议案》中“明定党代表职权”，此后各军陆续任命党代表，各独立师、军事机关也相继配备了党代表，各级党代表总数超过1,000余人。1926年3月19日，国民党二届中执会通过《国民革命军党代表条例》，作为对军中党代表权利与义务的规范。《条例》规定：“为贯彻国民革命之精神，提高战斗力，巩固纪律，以展三民主义之教育，于国民革命军中设置党代表”；党代表在军中是中国国民党的代表，“关于军队中之政治情形及行为，党代表对党负完全责任，关于党的指导及高级军事机关之训令，相助其实行，辅助该部队长官，巩固并提高革命的军纪”；党代表的任务是“为军队中党部之指导人，并施行各种政治文化工作，军队中一切普通组织之工作，如俱乐部青年军人联合会、孙文主义学会、体育会等均受其指导，并指导其所辖各级党代表及政治部”。在权限上，“党代表为所属军队之长官，其所发命令与指挥官同，所属人员须一律执行之”，“党代表有会同指挥官审查军队行政之权”；但规定“党代表不干涉指挥官之行政命令”，若“认为指挥官之命令有危害国民革命时，应即报告上级党代表，但于发现指挥官分明变节或叛党时，党代表得以自己的意见，自动的设法使其命令不得执行，同时应报告上级党代表及军事委员会主席”。在军队驻地，党代表还肩负着与当地党的机关及民众团体进行联系的责任，但其工作“应以党部为中心，指导党部施行一切巩固军队之工作”。在党代表与军队党部意见分歧时，“有停止该党部议决之权，但同时应将理由速行报告于上级党部及政治部”。在各連以上單位設「國民黨代表」。
1927年3月陆续开始“清党”后，国民革命军各军的军内党部人员与党代表被捕清除，军队党代表制事实上即告撤消。一些军队甚至遣散了全部的政工人员。宁汉合流后，中共的影响已从军队中彻底清除。1928年2月，国民党二届四中全会召开，鉴于国共分裂的形势及“根本肃清”中共影响的需要，国民党中央决议改组中央党部，同时决议“各地各级党部一律暂时停止活动，由中央派各省党务指导委员，代行各执行委员会之职责，各地党员一律重新登记”。二届四中全会决定不恢复党代表制，党代表制正式废除。
二次北伐後，連、營之黨代表改為「政治工作指導員」，簡稱「政工指導員」、「指導員」。至1969年，改稱「政治工作」為「政戰工作」，並改「指導員」為「政戰輔導長」，簡稱「輔導長」。
常備役的軍官皆需先至臺北市北投區復興崗國防大學政治作戰學院接受養成教育，畢業後授少尉軍階及學士學位，多數先至基層連隊接受軍事系統歴練（多擔任政戰排長，少數留校擔任區隊長），爾後接任連輔導長。基層歷練完畢後，升任各級部隊政戰官、心輔官、保防官或政戰主管（營輔導長、群處長及旅、軍團、司令部之政戰主任）。
而義務役及志願役預備軍官經過國防部政治作戰教育訓練中心預備軍官訓練班受訓後，授少尉軍階，並至各部隊擔任連輔導長、政戰官、心輔官、保防官等。李登輝擔任總統後，將國軍導入軍隊國家化的時代，國軍演變成為超黨派地位的軍隊；雖然軍中仍有政治作戰局與復興崗政戰學校等組織，而部隊中亦有「輔導長」一職，但已著重於心理輔導、監察官兵福利、申訴等，與當年軍中實施政戰制度的本質有極大的轉變。

## 纳粹德国
納粹德國自1943年12月起在國防軍內部建立了類似蘇聯政委的政戰系統，該體系內的軍官稱作「國社主義督導官」（德語：Nationalsozialistischer Führungsoffizier，簡稱NSFO），由納粹黨黨務要員馬丁·鮑曼選拔，透過課程和教育來確立部隊內部的意識形態政治正確。 1944年結束前，國防軍中共有47,000名兼職和1,100名全職的督導軍官，領導人為陸軍上將赫爾曼·賴內克。

## 参閲
- 政治协理员、政治指导员
- 機關人員 (共產黨)
- 军队政治工作学
- 中華民國政治作戰：政治作战士
- 中国人民解放军总政治部→中央军事委员会政治工作部
- 政治部
- 黨委書記
- 監軍

## 外部連結
- The Communist Party and the Red Army （页面存档备份，存于）, Leon Trotsky